# Acemhöyük
Acemhöyük és un jaciment arqueològic de Turquia. Es troba en un tel situat prop de la localitat de Yesilova, en el districte de Merkez, a la província d'Aksaray. En l'edat de bronze probablement el seu nom era Purušḫcamina /Purušḫattum (Ullama). Era un centre comercial assiri, o karum.
És a Capadòcia, a la regió del llac Tuz, al camí que en l'actualitat condueix de Konya a Kayseri.

## Geografia
Acemhöyük és a 18 km al nord-oest d'Aksaray, a l'extrem sud-est del llac Tuz Gölü, en una plana fèrtil d'Uluirmak o Melendiz. Les ruïnes estan disposades, com les de Kültepe, en dues parts: un assentament sobre un turó, que té 700 m d'est a oest i 600 m de nord a sud, i una ciutat baixa, parcialment coberta pel modern poble de Yeşilova. Segons Nimet Özgüc, l'extensió de la ciutat baixa és d'una grandària semblant. El punt més alt, la ciutadella, s'eleva 20 m sobre el terreny circumdant, i ara es diu Sarikaya ('penya-segat groc') a causa de les seues rajoles de fang cuit groc brillant. Al sud de la ciutat moderna i al centre hi havia un cementeri modern.

## Història

Anatòlia central durant el període dels Karum

La darrera capa estratigràfica data d'època grecoromana i són fonaments d'habitatges. L'estratigrafia comença en el període de Karum i consta de cinc capes, numerades de dalt cap avall, I a V. La capa I està quasi destruïda, i és la més propera a la superfície. S'hi construïren alguns forns i edificis. Les cases de la capa II semblen edificades en fusta i fang cuit sobre les ruïnes de la capa III, precipitadament, segons Nimet Özgüc. La capa III també fou greument danyada pel foc, però sembla haver representat el període de més prosperitat de l'assentament. Les capes IV i V romanen inexplorades, o almenys inèdites, però deuen pertànyer a l'època pre-Karum.
Les inscripcions en escriptura cuneïforme trobades a Kültepe testimonien les estretes relacions que mantingueren els palaus d'Acemhöyük amb Assur en l'època de Xamxi-Adad I.
Acemhöyük, de la qual es desconeix el nom antic, era al centre d'una densa xarxa d'intercanvis, que connectava Assíria amb altres assentaments anatòlics, mitjançant els centres sirians de Mari i Carquemix. En les poques empremtes de segells amb inscripció cuneïforme apareixen els noms del rei assiri Xamxi-Adad, que regnà de 1815 a 1782 ae; de Dugedu, filla de Yahdun-Lim, rei de Mari; del rei Aplakhanda de Carquemix, contemporani de Iasmakh-Adad, el fill que Xamxi-Adad posà al tron de Mari després de l'assassinat del legítim sobirà local Yahdun-Lim.
Acemhöyük esdevingué rellevant en la reconstrucció de l'organització mixta de principats locals independents i colònies de mercaders assiris que constituí un dels eixos del sistema econòmic de l'Imperi assiri.

## Arqueologia
Tashin i Nimet Ozgüç feren sondeigs a l'entorn de dos edificis, provisionalment identificats com a palaus, datats de la mateixa època en què florí Kültepe. La localitat d'Acemhöyük s'estén uns 600 m al llarg d'un eix nord-sud i poc més al llarg de l'est-oest, i adopta així una morfologia quasi circular. Els dos edificis estudiats pels Ozgüç són dins de la muralla, en dues zones elevades denominades respectivament Sarikaya (a la part septentrional del tepe) i Hatipler Tepesi (a la part septentrional).
De 1962 a 1988, Nimet Özgüç en dirigí les excavacions. Des del 1989, dirigeix el projecte Aliye Öztan.
Algunes troballes s'exhibeixen al Museu d'Aksaray; d'altres al Museu Arqueològic de Nigde. L'element més conegut dels descobriments és la col·lecció de «butles», una espècie de marques en argila que porten empremtes de segells cilíndrics o de motle en estils diversos.

## Arquitectura

### Palaus
Els edificis presenten semblances entre si quant a les tècniques de construcció, i deuen pertànyer a un mateix complex residencial i administratiu, que havia d'incloure també el palau reial, encara inexplorat.
Palau de Sarikaya
El palau devia constar d'unes 50 cambres. Moltes se'n poden reconéixer malgrat l'erosió d'una part de l'àrea d'on sorgeix la construcció. Al llarg dels tres costats conservats, i probablement també del quart, hui perdut, s'estenien pòrtics que recolzaven sobre pilastres de fusta amb bases de pedra. Aquests donaven, fora del palau, a amplis patis a cel obert que duien, potser, a habitacions del servei. La planta baixa se'n dedicava a magatzem. Un dels locals encara guarda pitos.
Palau d'Hatipler Tepesi
Té una estructura anàloga a la de Sarikaya, però amb més cambres destinades a conservar aliments en pitos.